# 鄭回

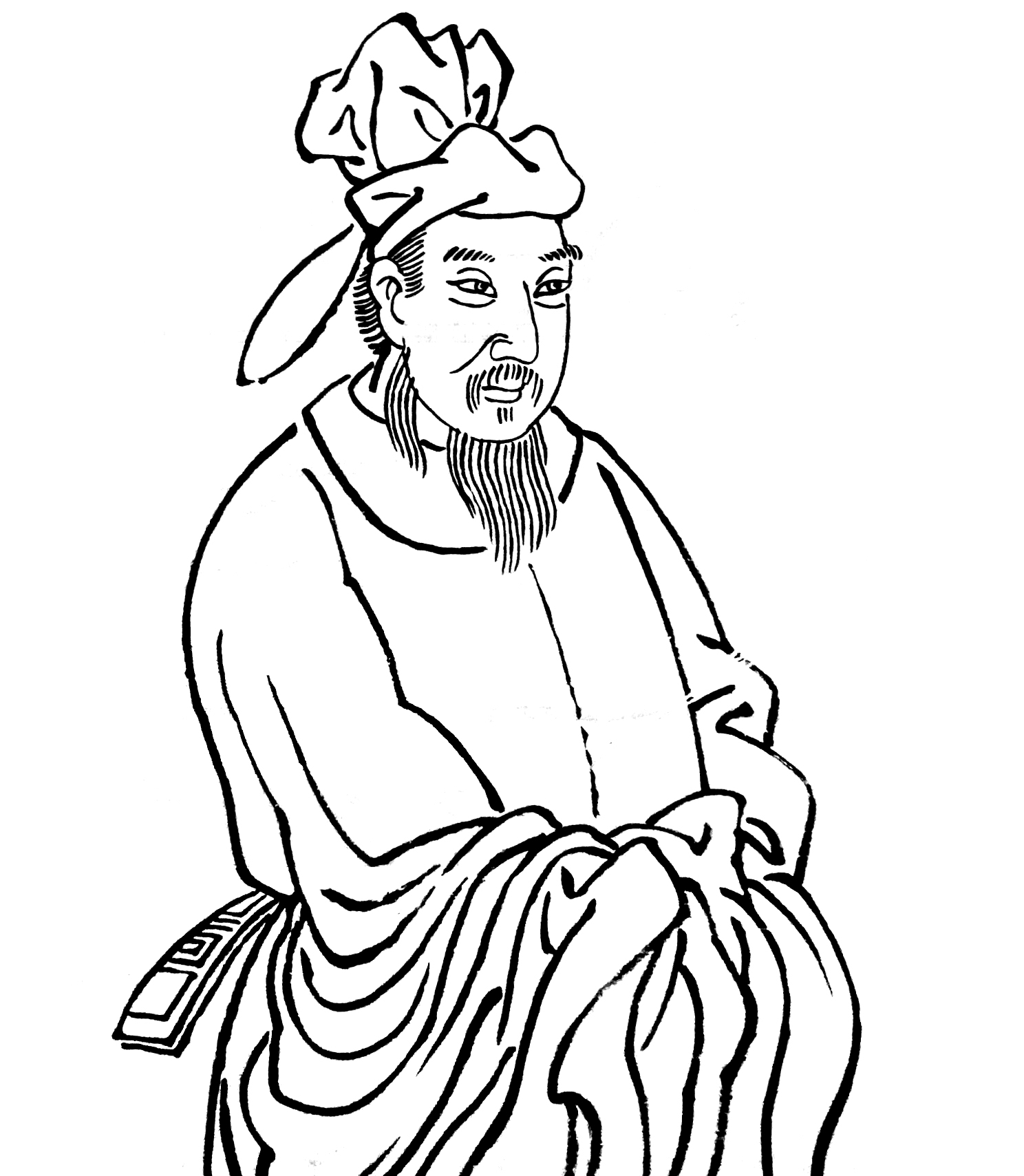
郑回

鄭回（?—?），唐相州（今河南安陽）人，曾任西瀘（今四川西昌）縣令，後戰爭中為南詔俘獲，在南詔任清平官（相當於宰相）。他也是大長和建立者鄭買嗣的七世祖。

## 生平

### 為南詔王師
唐天寶年間，鄭回中舉明經，任西瀘縣令。757年，南詔攻陷西瀘所在巂州，俘虜了鄭回。南诏王閣羅鳳賞識鄭回儒學才能，賜名蠻利，命其教導其子鳳伽異、孫異牟尋。異牟尋即南詔王位後，鄭回又受命為其子寻梦凑師。鄭回作為王族老師，教導嚴厲，可以體罰鳳伽異、異牟尋、寻梦凑。閣羅鳳以下的人都怕他。

### 任清平官
南诏制度设清平官六人，而異牟尋事多諮詢鄭回。郑回之外的五人都恭敬地聽從鄭回的指示，有差錯也會被打。鄭回勸說異牟尋放棄和吐蕃的結盟，斬殺吐蕃使節，促成南詔重新與唐朝結好。為紀念結盟，鄭回書寫了《南詔德化碑》。
鄭回於南詔宣揚儒教，亦對雲南的文教發展多有助益。